# The Squaw's Love
The Squaw's Love: An Indian Poem of Love in Pictures  (o A Squaw's Love) è un cortometraggio muto del 1911 diretto da D.W. Griffith.
Si tratta di uno dei circa 30 cortometraggi diretti da David W. Griffith che hanno per soggetto l'esperienza dei nativi americani degli Stati Uniti d'America. Secondo le convenzioni del tempo, i personaggi principali del film sono interpretati da attori "bianchi" in "redface" con l'eccezione di Dark Cloud. Tuttavia il fatto che ad essere presentata sia una "storia indiana" fa sì che nel film siano meno marcati quegli stereotipi che in genere caratterizzavano la rappresentazione dei nativi americani nel cinema statunitense dell'epoca allo scopo di sottolinearne l'inferiorità in confronto alla società dei bianchi. Il regista è libero di concentrarsi piuttosto su una trama che mostra in azione sentimenti comuni a tutti gli esseri umani, come l'amore, la gelosia, il sacrificio, l'eroismo.

## Trama
Gray Fox viene bandito dal villaggio e la sua amata Wild Flower lo segue nel deserto. Testimone della fuga, Silver Fawn crede erroneamente che la ragazza le stia rubando il suo uomo. Ingaggia una lotta con la supposta rivale e le due donne cadono nel fiume. Saranno salvate ambedue da Gray Fox.

## Produzione
Il film fu prodotto dalla Biograph Company. Venne girato nello stato di New York, a Cuddebackville.

## Distribuzione
Distribuito dalla General Film Company, il film - un cortometraggio di una bobina - uscì nelle sale cinematografiche statunitensi il 14 settembre 1911. In Brasile, venne distribuito il 4 dicembre 1911 e il 10 luglio 1916 uscì una riedizione del film per il mercato americano.
Copia della pellicola si trova conservata negli archivi del Museum of Modern Art